# Eremogone angustisepala
Eremogone angustisepala är en nejlikväxtart som först beskrevs av Mcneill, och fick sitt nu gällande namn av S. Ikonnikov. Eremogone angustisepala ingår i släktet Eremogone och familjen nejlikväxter. Inga underarter finns listade i Catalogue of Life.